# Sofie Bloch Jørgensen
Sofie Bloch Jørgensen (født 23. august 1991) er en dansk fodboldspiller, der spiller angreb for AGF (tidligere kaldt VSK Aarhus) i kvindernes Elitedivisionen og har tidligere optrådt for Danmarks U/19-kvindefodboldlandshold.
Hun har tidligere spillet for norske IL Sandviken, Brøndby IF, IK Skovbakken og Vejlby IK. Derudover har hun også spillet collegefodbold i USA for Lindsey Wilson College & Union College, fra 2010 til 2013.

## Meritter
- Elitedivisionen
  - Guld: 2017
  - Bronze: 2019
- Sydbank Pokalen
  - Guld: 2017
- Norgesmesterskapet i fotball for kvinner
  - Sølv: 2018